# Гущка-Мала
Гущка-Мала (пол. Huszczka Mała) — село в Польщі, у гміні Скербешів Замойського повіту Люблінського воєводства. Населення — 95 осіб (2011).

## Історія
За даними етнографічної експедиції 1869—1870 років під керівництвом Павла Чубинського, у селі переважно проживали польськомовні римо-католики, меншою мірою — греко-католики, які також розмовляли польською.
У 1975—1998 роках село належало до Замойського воєводства.

## Демографія
Демографічна структура станом на 31 березня 2011 року:
|          | Загалом | Допрацездатний вік | Працездатний вік | Постпрацездатний вік |
| -------- | ------- | ------------------ | ---------------- | -------------------- |
| Чоловіки | 50      | 15                 | 26               | 9                    |
| Жінки    | 45      | 10                 | 25               | 10                   |
| Разом    | 95      | 25                 | 51               | 19                   |